# Bruno Soares
Bruno Soares (Belo Horizonte, 1982. február 27. –) brazil teniszező. Karrierje során mindkét egyéni mérkőzését megnyerte, párosban az arány 208-137. Jobbkezes, kétkezes fonákot használ. A 2012-es US Openen a vegyes párosok viadalát a Jekatyerina Makarovával alkotott kettőse nyerte meg, miután a fináléban – két mérkőzéslabdát is hárítva – 6–7(8), 6–1, [12–10]-re legyőzték a Květa Peschke–Marcin Matkowski-kettőst. Részt vett a 2012. évi nyári olimpiai játékokon is.